# Tichaja Sosna
Die Tichaja Sosna (russisch Ти́хая Сосна́) ist ein rechter Nebenfluss des Don in den russischen Oblasten Belgorod und Woronesch.
Die Tichaja Sosna entspringt auf der Mittelrussischen Platte in der Oblast Belgorod. Sie fließt in ostnordöstlicher Richtung in die Oblast Woronesch und mündet nach 161 km rechtsseitig in den Don. Die Tichaja Sosna entwässert ein Areal von 4350 km². Der Fluss wird in erster Linie von der Schneeschmelze gespeist. Im März und April führt die Tichaja Sosna alljährlich Hochwasser. Der mittlere Abfluss (MQ) 87 km oberhalb der Mündung beträgt 5,9 m³/s. Die größten Abflüsse liegen bei 590 m³/s, während die geringsten bei 0,02 m³/s liegen. Am Flusslauf liegen die Städte Alexejewka, Ostrogoschsk und Birjutsch.